# ポートランド舞台芸術センター

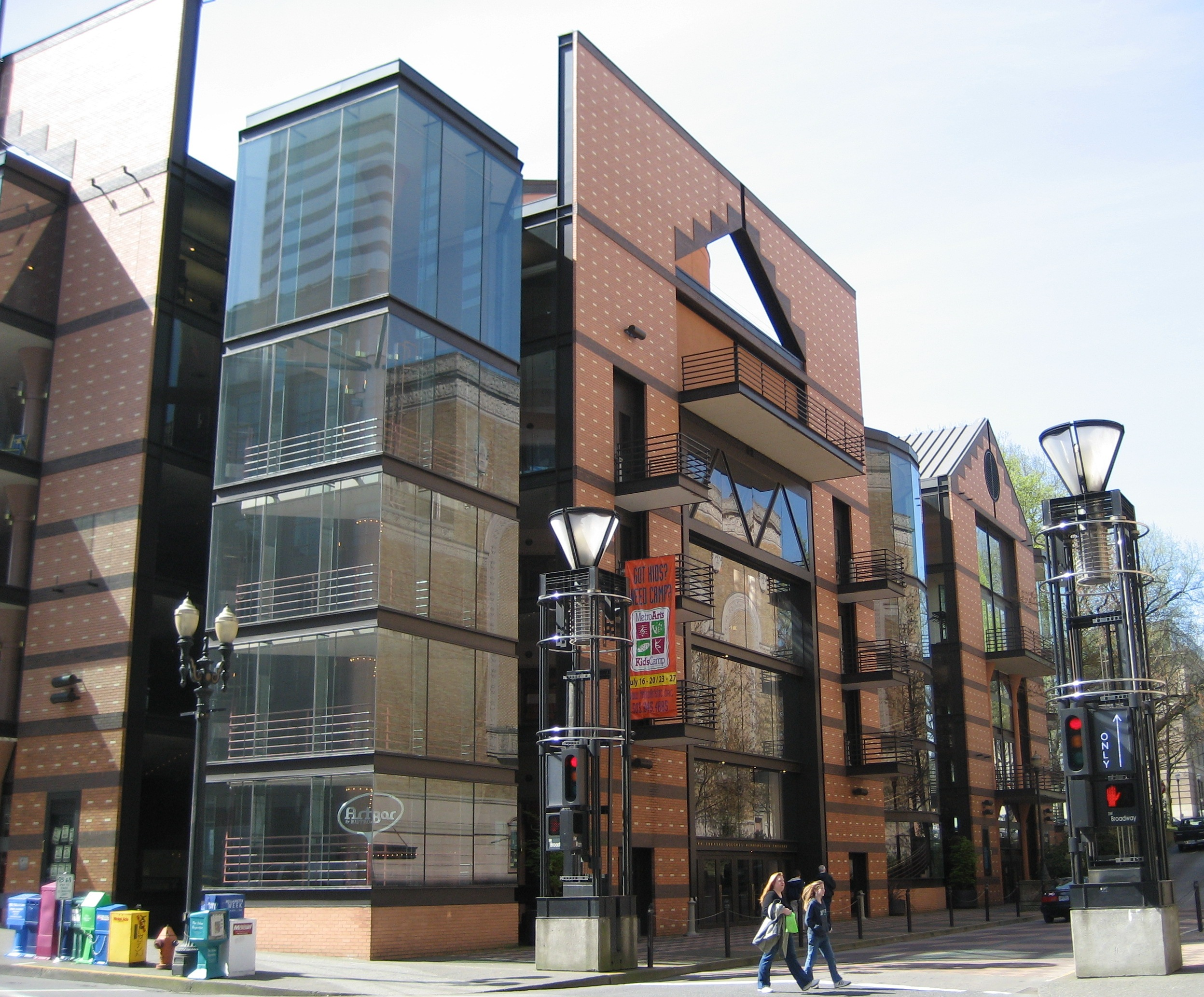
アントワネット・ハットフィールド・ホール

ポートランド舞台芸術センター（英: Portland Center for the Performing Arts）は、アメリカ合衆国オレゴン州ポートランドにある総合芸術施設。アーリン・シュニッツァー・コンサート・ホール、アントワネット・ハットフィールド・ホール（旧ニュー・シアター・ビルディング）、ケラー・オーディトリアムという3棟の建物から構成される。

## アントワネット・ハットフィールド・ホール
アントワネット・ハットフィールド・ホールは、それ単体でポートランド舞台芸術センターと勘違いされることがある。建設には2,840万米ドルを要し、1987年に開館した。設計者はBroome, Oringdulph, O'Toole, Rudolf, Boles & Associates。内部にドロレス・ウィニングスタッド・シアター、ニューマーク・シアター、ブルニッシュ・ホールを備えている。